# Araujia angustifolia
Araujia angustifolia är en oleanderväxtart som först beskrevs av William Jackson Hooker och Arn., och fick sitt nu gällande namn av Ernst Gottlieb von Steudel. Araujia angustifolia ingår i släktet Araujia och familjen oleanderväxter. Inga underarter finns listade i Catalogue of Life.